# Народный татарский хор Казанского университета
Татарский народный хор Казанского университета — любительский студенческий хоровой коллектив, один из вокальных творческих коллективов Казанского федерального университета, лауреат и дипломант всесоюзных, республиканских, всероссийских и международных фестивалей, конкурсов и праздников песни, народный коллектив России. Наряду с хоровой капеллой Казанского университета является одним из старейших студенческих хоров Казани. Хор организован в 1967 г. по инициативе заслуженного деятеля искусств Республики Татарстан Ирниса Ахмадулловича Рахимуллина — выпускника, а затем преподавателя Казанской государственной консерватории. В состав хора входят студенты, аспиранты, сотрудники, преподаватели и выпускники Казанского (Приволжского) федерального университета и других казанских вузов. Основной задачей деятельности хора является музыкально-эстетическое воспитание студенческой молодежи на основе уникального татарского мелоса, приобщение студентов и слушателей к лучшим образцам мировой и национальной хоровой музыки.
Хор известен не только в студенческих кругах, но и широко в Республике Татарстан.

## Творческий коллектив

### Художественный руководитель и дирижер
- Рахимуллин Ирнис Ахмадуллович (с 1968 г.) — заслуженный деятель искусств Республики Татарстан, хормейстер Татарского государственного академического театра оперы и балета им. М. Джалиля, организатор и руководитель коллектива.

### Концертмейстер
- Венера Бакиева

## Известные участники
- Роберт Мугаллимович Миннуллин — заместитель Председателя Государственного Совета Республики Татарстан, заслуженный деятель искусств Республики Татарстан, заслуженный работник культуры Республики Башкортостан, лауреат Государственной премии Республики Татарстан имени Г. Тукая, лауреат республиканских премий имени М. Джалиля и А. Алиша, поэт, публицист.

## Репертуар
В репертуаре хора — произведения татарских композиторов, народная музыка, классические и современные музывальные произведения.

## Звания и награды
- Народный коллектив РСФСР (Казань, 1976 г.)
- Диплом лауреата I Казанской хоровой универсиады на I фестивале студенческих хоров имени С. В. Смоленского (Казань, апрель 2007 г.)
- Диплом лауреата II Казанской хоровой универсиады на II международном фестивале студенческих хоров имени С. В. Смоленского (Казань, апрель 2008 г.)
- Диплом лауреата III Казанской хоровой универсиады на III межрегиональном фестивале студенческих хоров имени С. В. Смоленского (Казань, 2009 г.)
- Диплом лауреата IV Казанской хоровой универсиады и специальный диплом на IV межрегиональном фестивале студенческих хоров имени С. В. Смоленского (Казань, апрель 2010 г.)
- Диплом лауреата V Казанской хоровой универсиады и специальный диплом на V межрегиональном фестивале студенческих хоров имени С. В. Смоленского (Казань, апрель 2011 г.)